# هاني الصائغ
هاني عبد الرحيم حسين الصائغ مواطن سعودي وعضو مزعوم في حزب الله الحجاز واتهم بالتورط في تفجير أبراج الخبر عام 1996. كان واحدا من 14 شخصا تعرضوا لعودة استثنائية إلى الوطن من قبل وكالة الاستخبارات المركزية قبل الإعلان في عام 2001 عن الحرب على الإرهاب.
على الرغم من أنه يبدو بريئا فقد أفرج المسؤولون الأمريكيون عن حساب مزيف لاستجوابه ورحلوه إلى السعودية حيث كان يفترض أن يواجه عقوبة الإعدام. على الرغم من عدم وجود أدلة ضده كان هاني الصائغ أحد الأفراد الذين وردت أسماؤهم لاحقا في لائحة اتهام صادرة عن وزارة العدل الأمريكية.

## عن حياته
انضم الصائغ إلى حرس الثورة الإسلامية ولكن بعد «ممارسة كارثية خاصة» بسبب إصابته بمرض الربو فقد طلب منه مغادرة السلك.
غادر السعودية في أغسطس 1995 وانتقل إلى إيران حيث درس ثم انتقل إلى الكويت.
في أغسطس 1996 وبعد سفره عبر روما وبوسطن وصل الصائغ إلى كندا حيث تقدم بطلب للحصول على وضع اللاجئ والمقيم الدائم بينما كان يعيش في أوتاوا. ادعى أنه ينتمى إلى الأقلية الشيعية وأنه هو وشقيقه محمد قد تعرضا للتعذيب على أيدي مسؤولين سعوديين.

## القبض عليه
تم القبض على الصائغ البالغ من العمر 28 عاما في محل بقالة في مارس 1997 واستأجر محامي الهجرة دوغلاس بوم للدفاع عن نفسه.
اتهمته كندا بقيادة سيارة من سيارتين كانا يرافقان السيارة المفخخة ولوح المفجر إلى الأمام للإشارة إلى أن موقف السيارات كان آمنا للدخول وسعت إلى ترحيله. ومع ذلك وبما أن الصائغ كان رجل «ضعيف» يعاني من هجمات متكررة من الربو فقد انتقد الاتهام بأنه كان سائق مهرب. كانت الأدلة ضده تستند إلى حد كبير إلى اجتماع يعتقد أنه حدث قبل عامين من التفجير بين الصائغ وأحمد شريفي ضابط استخبارات إيراني كبير متهم أيضًا.
قال الصائغ أنه كان يدرس في إيران لمدة أربع سنوات بما في ذلك أثناء وقوع التفجير وأن خطابه إلى السفارة الإيرانية في يوم الهجمات كان ببساطة لمساعدة صديق للحصول على تأشيرة.
ذكرت الولايات المتحدة أنه على الرغم من الإثارة في وقت مبكر فإنه لا يبدو أن لديها ما يكفي من الأدلة لتسليم الصائغ. كما انتقدوا كندا مشيرا إلى أن الاعتقال أحبط فعلا جهود المراقبة التي كان من شأنها أن تكون أكثر إثمارا. أصدرت كندا شهادة أمنية لترحيله ولكنها أرسلته إلى الولايات المتحدة بدلا من السعودية حيث أن النائب العام جانيت رينو قد منحته استثناء يسمح له بالدخول إلى البلاد لمجرد المحاكمة. ومع ذلك أعرب عن ارتباك في النقل لدى وصوله مدعيا أنه لا يعرف شيئا عن الخبر وعدم فهم لماذا سعى الأميركيين له.
في يونيو وافق الصائغ على صفقة نداء من خلالها يدين بالذنب في حادث غير ذي صلة بعد اعترافه بأنه اقترح تفجير طائرة أواكس كانت قد نقلت إلى سلاح الجو السعودي. ومع ذلك أيد من الاتفاق في الشهر التالي وقررت الولايات المتحدة إسقاط جميع التهم الموجهة إليه. ومع ذلك بعد نقله من كندا إلى الولايات المتحدة تم ترحيله إلى السعودية في 10 أكتوبر 1999 حيث كان يفترض أنه سيتم إعدامه لدى وصوله.
في السعودية احتجز بمعزل عن العالم الخارجي في سجن الحائر لمدة عشرة أيام قبل أن يسمح لزوجته وأطفاله بزيارته في السجن.
في يونيو 2001 أصدرت وزارة العدل الأمريكية لائحة اتهام اتهم فيها العديد من أعضاء حزب الله الحجاز المزعومين بتورطهم في تفجير أبراج الخبر الذي شمل اسم هاني الصائغ رغم أن التهم الموجهة إليه قد أسقطت وأنه كان قد عاد إلى السعودية.